# Duomo di San Giorgio (Ragusa)

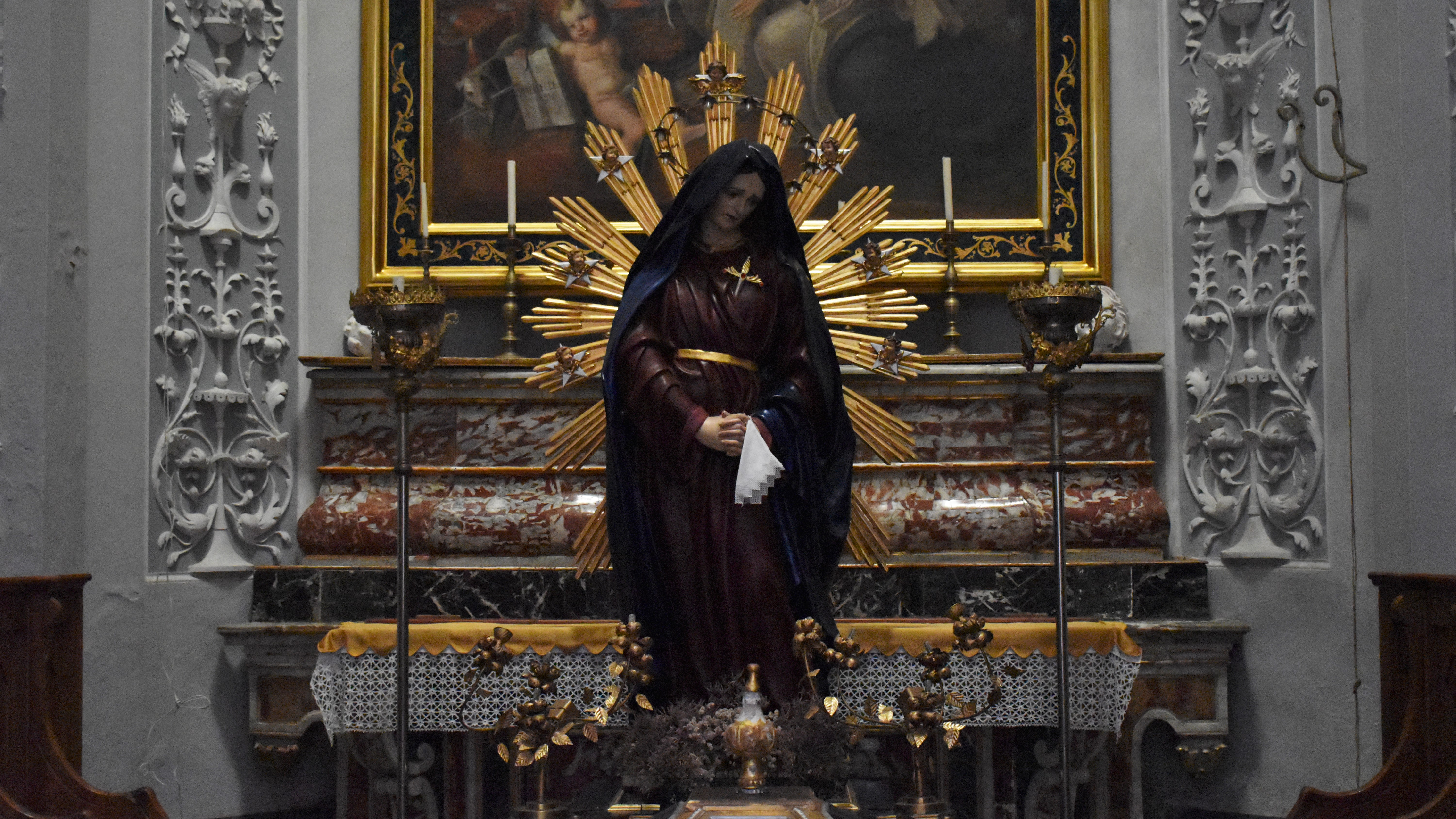
Statua della Madonna Addolorata

Il duomo di San Giorgio (conosciuto anche come Insigne Collegiata di San Giorgio) è il duomo di Ragusa, uno dei monumenti più importanti della città di Ragusa.

## Storia
La chiesa madre della città intitolata al patrono della città, prima del 1693 sorgeva all'estremità est dell'abitato, nei pressi dell'attuale giardino Ibleo, dove si trova ancora il grande portale quattrocentesco, di stile Gotico spagnolo, unica vestigia rimasta dell'antico tempio.
La chiesa fu gravemente danneggiata dal terremoto e restarono in piedi parte della facciata, alcune cappelle e parte della Cappella maggiore, per cui venne costruito un ampio locale adiacente alla navata sinistra del vecchio tempio, in cui poter svolgere le funzioni.
Nel secondo quarto del XVIII secolo, si decise di trasferire la chiesa nel sito della vecchia di San Nicola, che fino al XVI secolo era stata la parrocchia dei fedeli di rito greco e successivamente, passata al rito latino, era divenuta "chiesa sacramentale" di San Giorgio.
I sangiorgiani, arroccati nella primitiva parte di città e fermamente convinti nel ricostruire nell'antico nucleo, subirono lo smacco dei sangiovannari, primi a ricostruire un proprio luogo di culto. Circostanza che continuò ad alimentare l'acredine e fomentare le diatribe fra fazioni da sempre in contrasto, ove un evento sismico aveva ribaltato la supremazia dei luoghi e l'ordine delle correnti.
Del progetto venne incaricato nel 1738 Rosario Gagliardi, architetto di Noto, uno dei protagonisti della ricostruzione barocca, di cui questo edificio è forse l'opera migliore: infatti per costruirla l'artista ideò un superbo gioco di prospettiva; orientò la chiesa un po' più a sinistra della piazza antistante (lo si può ben notare) così che la futura cupola fosse visibile dietro l'imponente facciata a campanile, caratteristica peculiare delle chiese del Gagliardi. La prima pietra fu posta il 28 giugno del 1739, come ricorda una lapide murata sul lato destro della scalinata, e tuttavia, come ricorda l'enigmatica iscrizione posta sul lato opposto, i lavori poterono cominciare solo nel 1744.
Il 5 ottobre 1775, con la "salita" delle campane, si conclusero i lavori della facciata. Secondo tradizione la cupola sarebbe stata progettata e realizzata nel 1820 dal capomastro ragusano Carmelo Cultraro, su modello di quella del Pantheon di Parigi, ma recenti studi e riscontri archivistici ne assegnano la paternità all'architetto Stefano Ittar.
I continui ricorsi di entrambi i rettori delle due fazioni alla Congregazione dei Riti presso la Santa Sede determina il 10 dicembre 1865 la divisione civile del comune, la parte alta si prese il nome di Ragusa superiore, alla madre patria Ragusa, la forza dei numeri, impose il nome di Ragusa Inferiore, vi furono due distinti sindaci, due duomi, l'esplicito riconoscimento di due correnti (sangiorgiani e sangiovannari) che in fondo erano solamente la rappresentazione tra la vecchia nobiltà autoctona che si rispecchiava in San Giorgio e la nuova nobiltà, creatasi col tempo, e legata alla chiesa di San Giovanni.
Nonostante questa divisione il patronato della città resta a San Giorgio, patrono da sempre della città e confermato con il titolo di Patrono Principale Protettore della Città di Ragusa il 10 maggio del 1643 dai giurati della città riuniti per decidere l'unico Patrono della città, così come aveva imposto il papa del periodo. Solamente nel 1896 gli abitanti del comune di Ragusa superiore chiedono l'intitolazione di San Giovanni a patrono del loro comune, cosa che avviene ufficialmente nel 1897 quando San Giovanni viene proclamato "Patrono Particolare del comune di Ragusa Superiore".
Nel 1926, con l'elevazione di Ragusa a capoluogo di provincia, si riuniscono i due comuni, scompare quindi il comune di Ragusa Superiore e si ritorna allo status di "Città di Ragusa".
L'ultima modifica del complesso risale al 1890, quando venne realizzata l'inferriata che cinge la scalinata. Il Duomo è stato immortalato in innumerevoli film e serie televisive tra cui Kaos, Il commissario Montalbano e la seconda serie di L'onore e il rispetto.
Nell'attiguo museo del Duomo sono conservate le vestigia dell'antica San Giorgio, mentre nella sagrestia è possibile ammirare un magnifico altare cinquecentesco del Gagini.

## Descrizione

### Facciata
Il progetto di Rosario Gagliardi, di cui si conservano le tavole originali, è caratterizzato dalla monumentale facciata a torre che ingloba il campanile nel prospetto e termina con una cuspide a bulbo, richiamando i tabernacoli lignei, seicenteschi, delle chiese cappuccine.
La collocazione della chiesa al termine di un'alta scalinata e la posizione obliqua rispetto alla piazza sottostante accentuano l'imponenza e gli effetti plastici, creati da una lieve convessità del partito centrale e dalla presenza delle colonne libere.
Due coppie di volute fanno da raccordo tra i diversi livelli ospitando, rispettivamente, le statue di San Giorgio e San Giacomo in basso, e quelle di San Pietro e San Paolo in alto.
Sulla cuspide, sotto la croce, si legge la data 1775, che indica la conclusione dei lavori della facciata.
Nel primo ordine del partito centrale si apre un grande portale con cornice mistilinea, ricca di fregi e rilievi a motivi vegetali, mentre le porte lignee hanno una preziosa decorazione scultorea, in sei riquadri, con la raffigurazione di episodi del martirio di San Giorgio, opera dell'intagliatore palermitano Vincenzo Fiorello, che li realizzò nel 1793.

### Interno

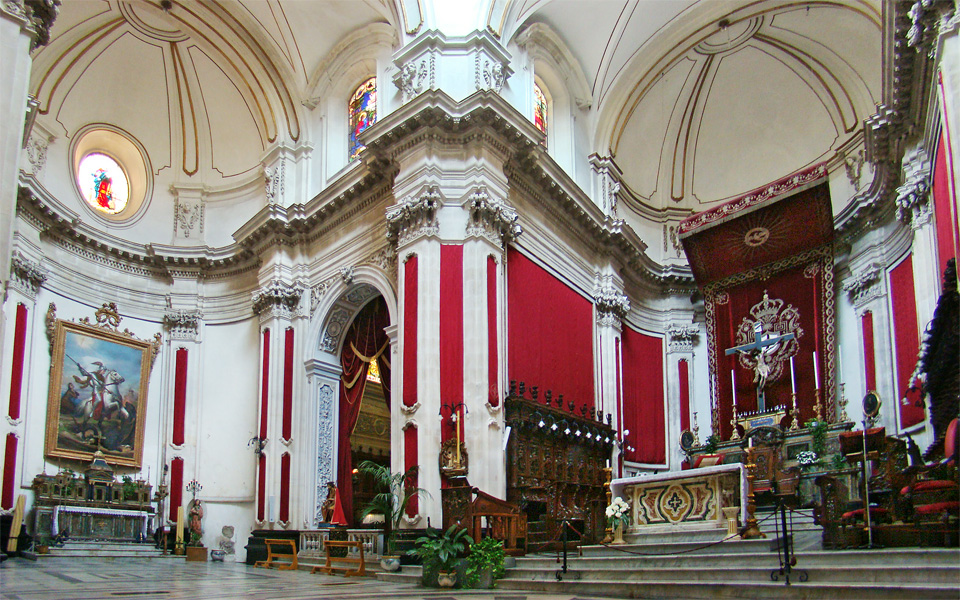
L'interno

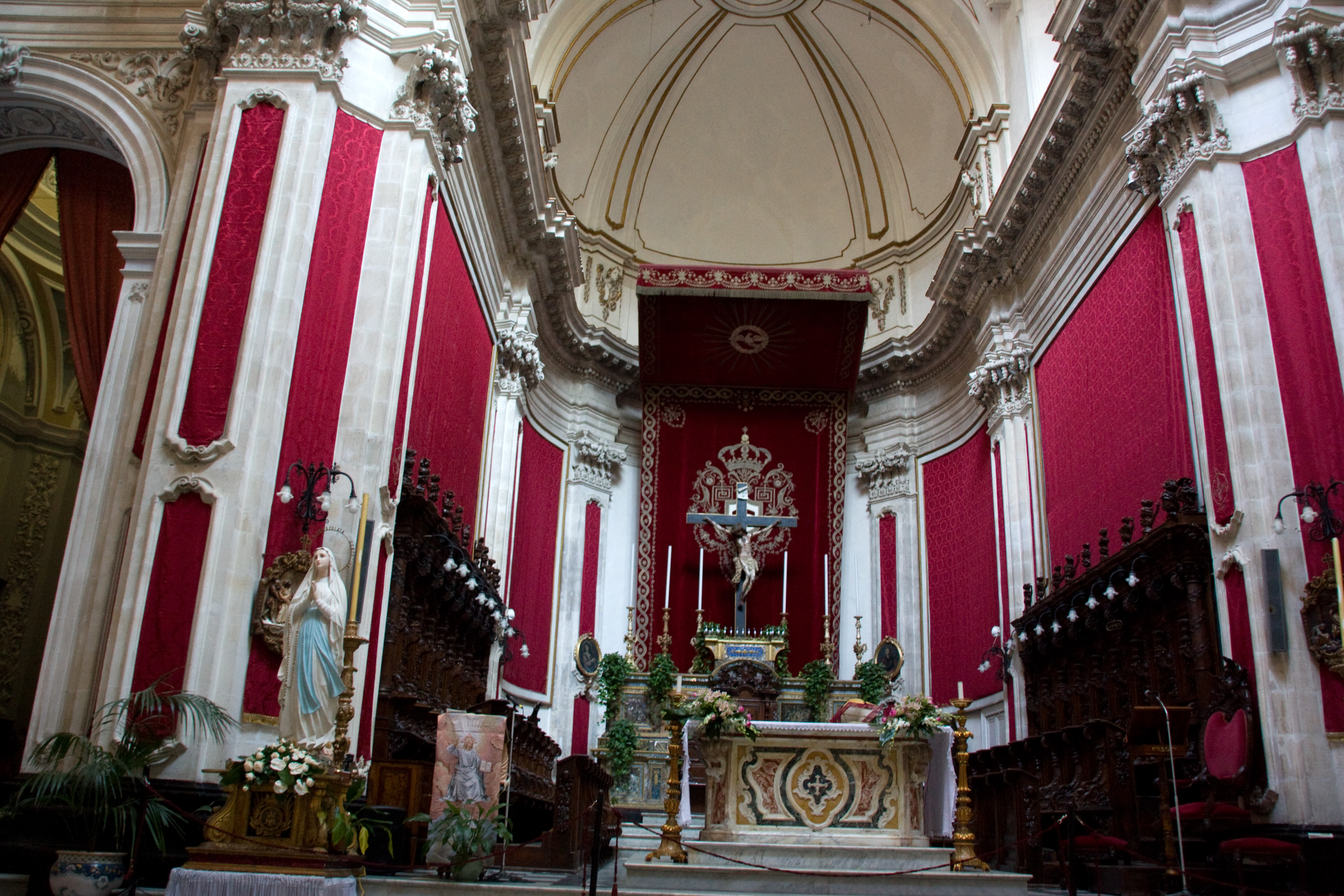
Presbiterio.

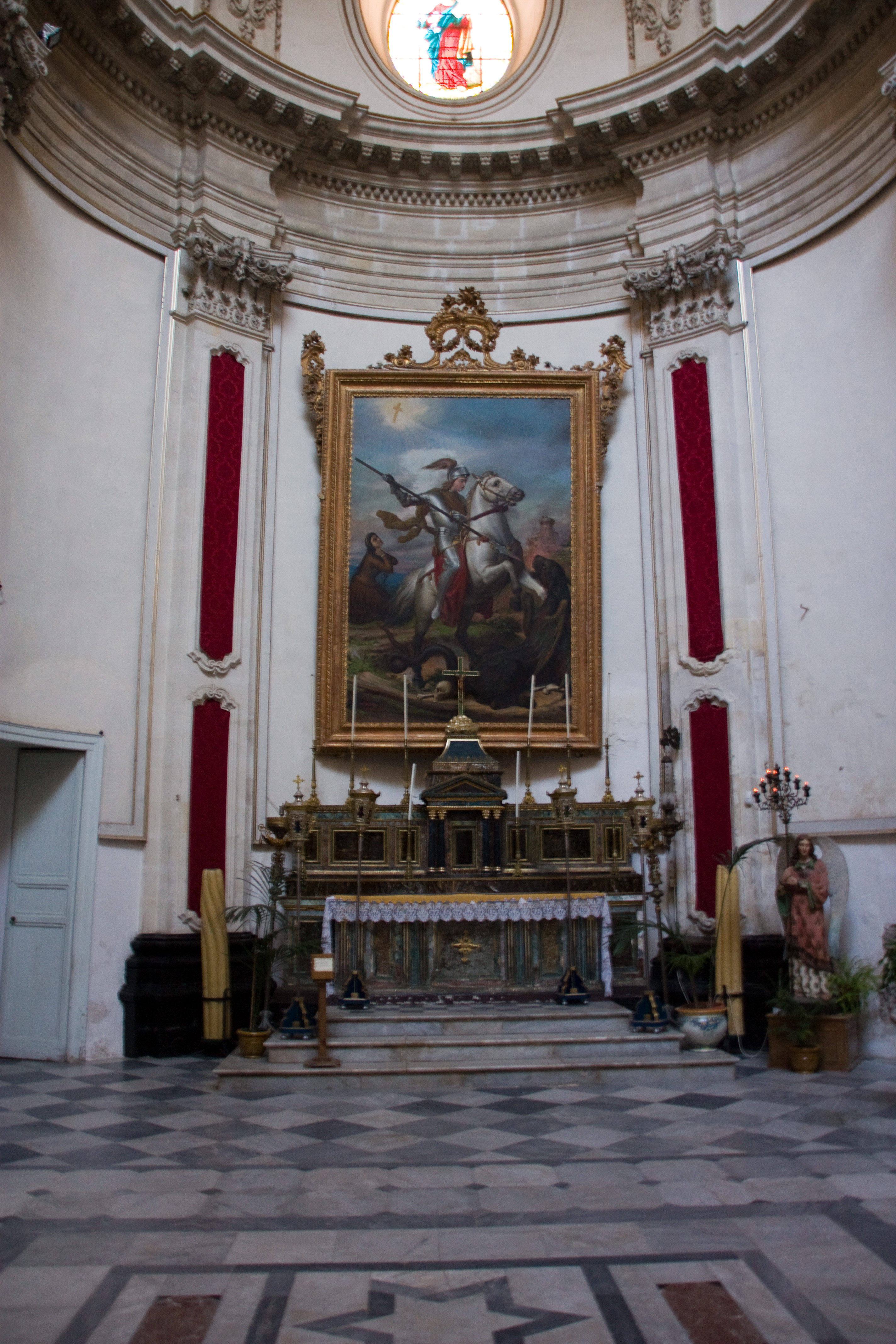
Altare di San Giorgio.

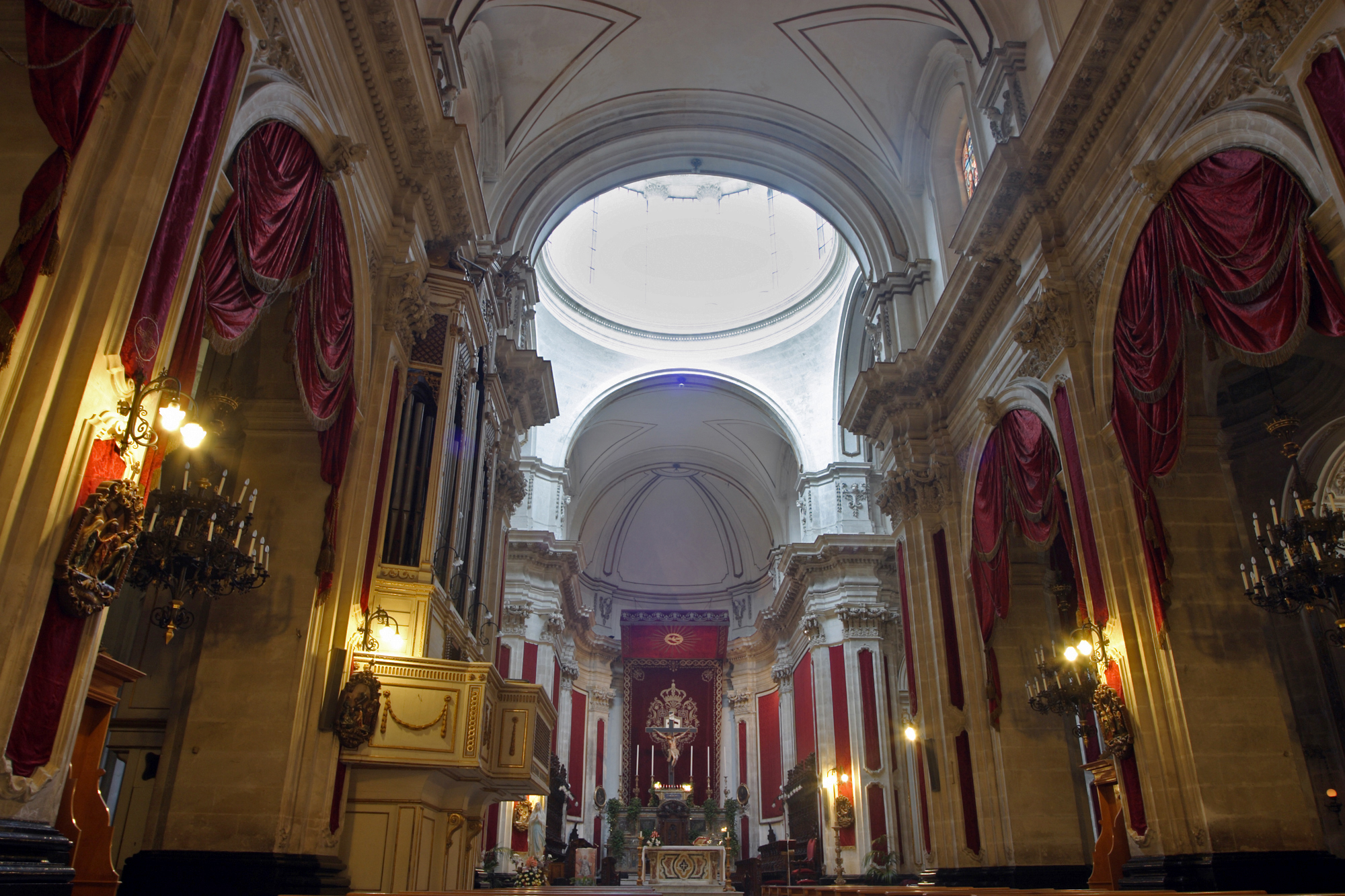
Navata.

L'interno, a croce latina, con le braccia chiuse da absidi semicircolari, è sereno ed equilibrato e viene diviso in tre navate da dieci robusti pilastri in pietra, con un'ampia zoccolatura in pece.
Gli intagli che decorano il cornicione e i capitelli dei pilastri furono realizzati tra il 1779 ed il 1781 dagli scultori Giambattista Muccio e Giorgio Nobile di Ragusa.
Nell'incrocio del transetto con la navata centrale si eleva la cupola di gusto neoclassico, a doppia calotta, poggiante su due file di colonne: in precedenza libere, oggi lo spazio tra di esse è occupato da vetri che donano alla cupola il caratteristico colore blu che forma un panorama inimitabile con il complesso di Ragusa Ibla.
Questa chiesa trova corrispondenza non tanto nell'architettura italiana, ma è molto più simile ai modelli dell'Europa del nord, come le chiese londinesi di Nicholas Hawksmoor e quelle di Johann Balthasar Neumann in Franconia che sviluppano in facciata il tema del partito centrale a torre.

#### Navata destra
- Prima campata: Cappella di San Vito. Sulla sopraelevazione il quadro raffigurante San Vito Martire.
- Seconda campata: Cappella di San Basilio. Sulla sopraelevazione il quadro raffigurante San Basilio.
- Terza campata: Ingresso laterale destro. Nella nicchia soprastante l'ingresso è riposta la statua lignea processionale raffigurante San Giorgio nell'atto di uccidere il drago, opera del palermitano Rosario Bagnasco del 1874.
- Quarta campata: Cappella dell'Immacolata. Sulla sopraelevazione il quadro raffigurante l'Immacolata Concezione, opera di Vito D'Anna.
- Quinta campata: Cappella della Sacra Famiglia. Sulla sopraelevazione il quadro raffigurante il Riposo in Egitto, opera di Dario Querci datato 1864.

#### Navata sinistra
- Prima campata: Cappella di Santa Maria Maddalena dei Pazzi. Sulla sopraelevazione il quadro raffigurante Santa Maria Maddalena dei Pazzi.
- Seconda campata: Cappella del Rosario. Sulla sopraelevazione la tela recente raffigurante la Madonna del Rosario, inserita in una cornice del 1600.
- Terza campata: Ingresso laterale sinistro. Nella nicchia soprastante si custodisce l'Arca Santa, l'urna reliquario portata nei cortei processionali durante i festeggiamenti in onore del santo, prezioso capolavoro del 1818 dell'argentiere palermitano Domenico La Villa.
- Quarta campata: Cappella dell'Angelo Custode. Sulla parete il quadro raffigurante l'Angelo Custode, opera di Vito D'Anna datata 1763.
- Quinta campata: Cappella di Santa Gaudenzia. Sulla sopraelevazione il quadro raffigurante Cristo che appare a Santa Gaudenzia, opera di Antonio Manno datata 1782. Dietro l'organo il quadro raffigurante San Giorgio appiedato, opera di Giuseppe Tresca del 1787.

#### Transetto
- Absidiola destra: Cappella del Santissimo Sacramento. Altare in marmo con tronetto per l'esposizione del Santissimo, pregevole lavoro in argento a sbalzo, opera del palermitano Domenico La Villa del 1747. Ai lati due altorilievi raffiguranti Gesù e l'adultera a destra, e Gesù con i fanciulli a sinistra. Sotto i due pannelli in stucco i dipinti su tavola raffiguranti Angeli, la coppia ritratta a destra regge il Mandylion, la coppia a sinistra sostiene la Sindone, opere pittoriche di Matteo Battaglia.
  - Parete braccio destro: Cappella di San Nicola. Sulla sopraelevazione il quadro raffigurante San Nicola, opera di Vito D'Anna del 1767.

- Absidiola sinistra: Cappella del Santissimo Crocifisso. Nell'ambiente è collocato un Crocifisso del seicento. 
  - Parete braccio sinistro: Cappella di San Giorgio.  Sulla sopraelevazione il quadro raffigurante San Giorgio libera la Principessa dal drago, dipinto commissionato dal barone Corrado Arezzo di Donnafugata, opera di Dario Querci del 1866. Sopra la porta d'accesso alla sacrestia il quadro raffigurante Cristo alla colonna di Antonio Manno, nell'ambiente la tomba modesta del conte Bernardo Cabrera, le cui spoglie furono trasferite dalla antica chiesa di San Giorgio, unitamente allo stemma e ad una lapide che ricorda colui che fu il signore della Contea di Ragusa dal 1392 al 1419.

#### Altare
Nell'abside centrale è collocato l'altare in marmo, lungo le pareti laterali gli stalli per il coro, finemente intagliati.

### Ciclo pittorico

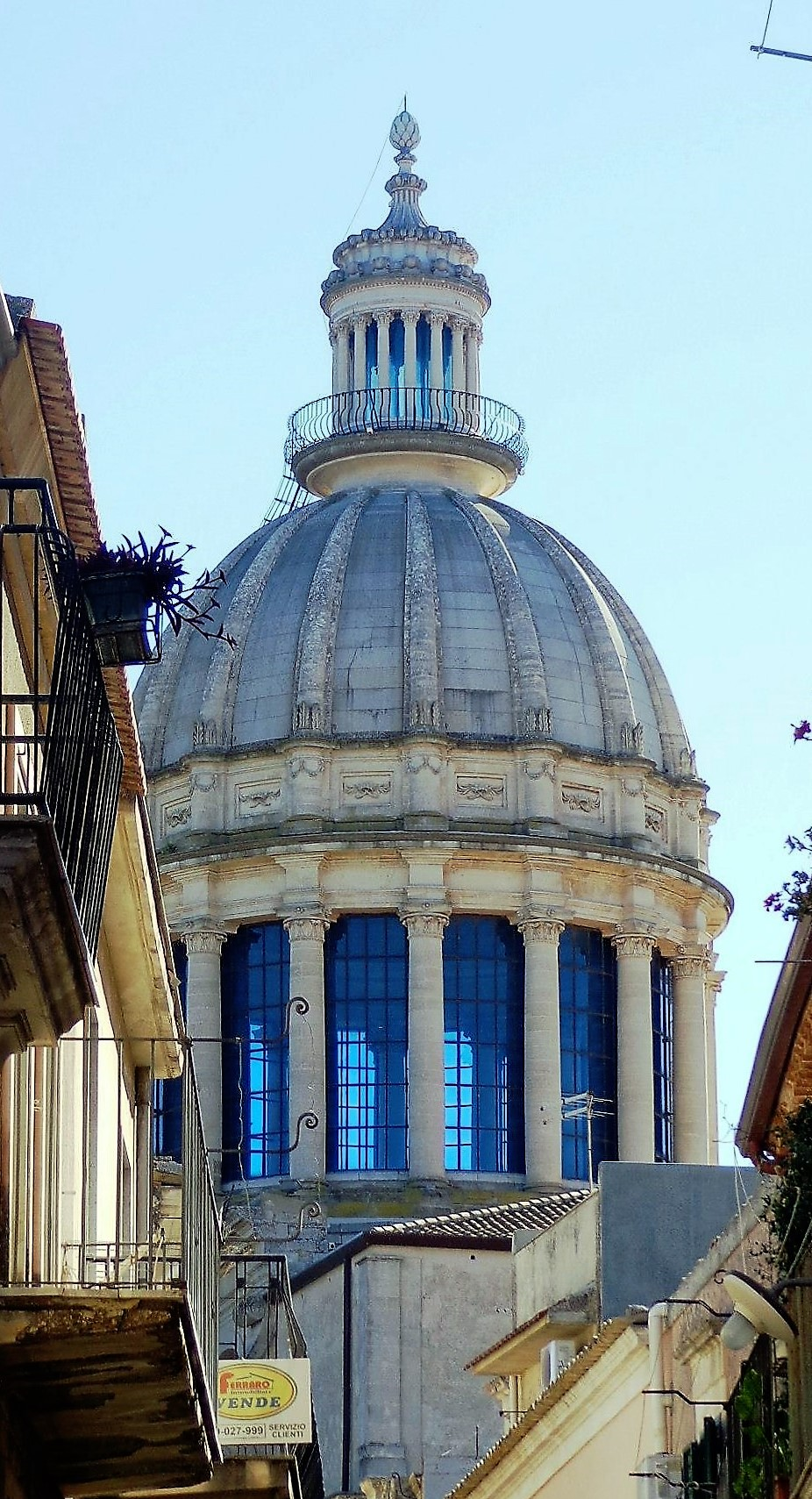
Cupola.

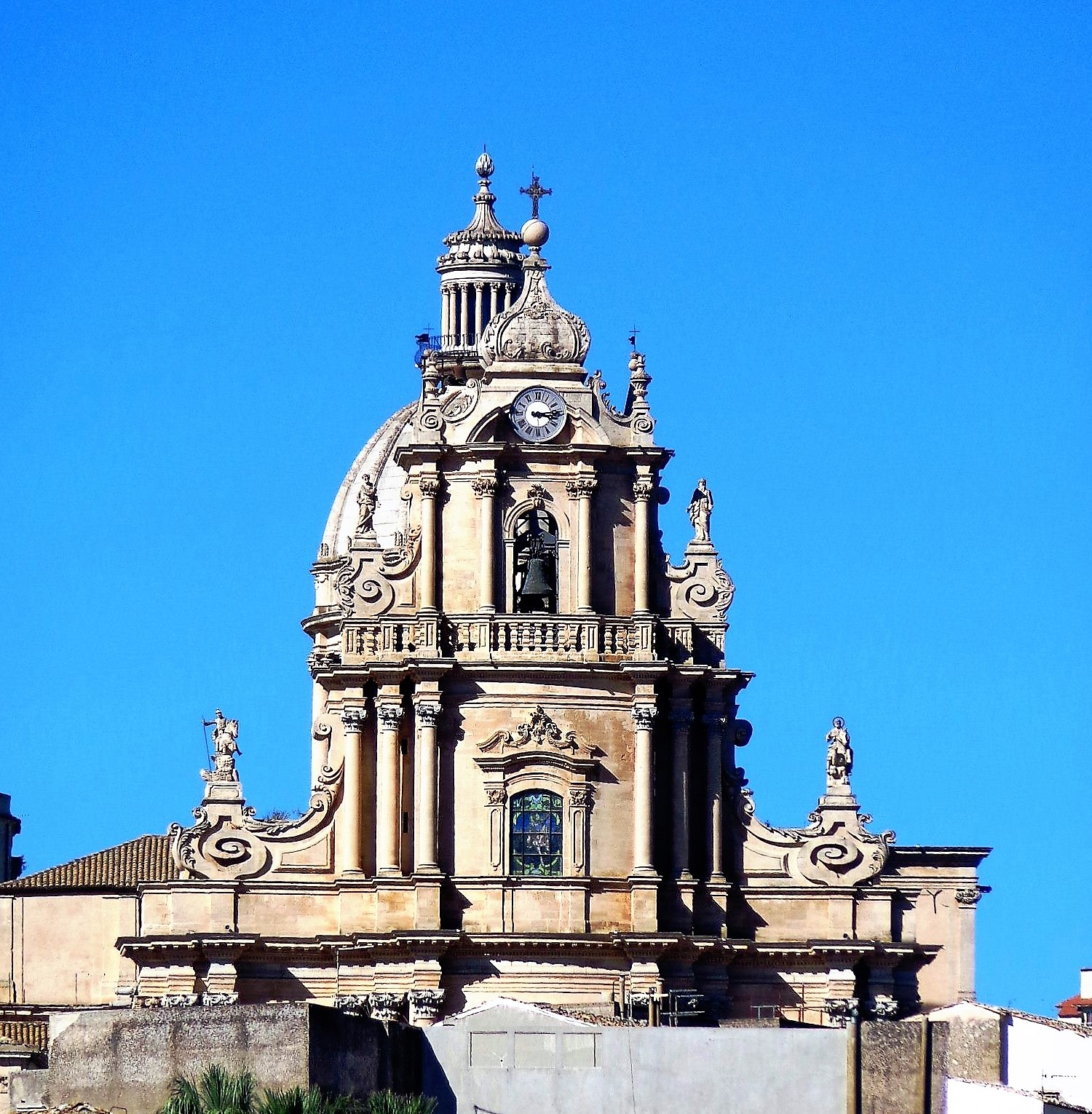
Cupola e prospetto.

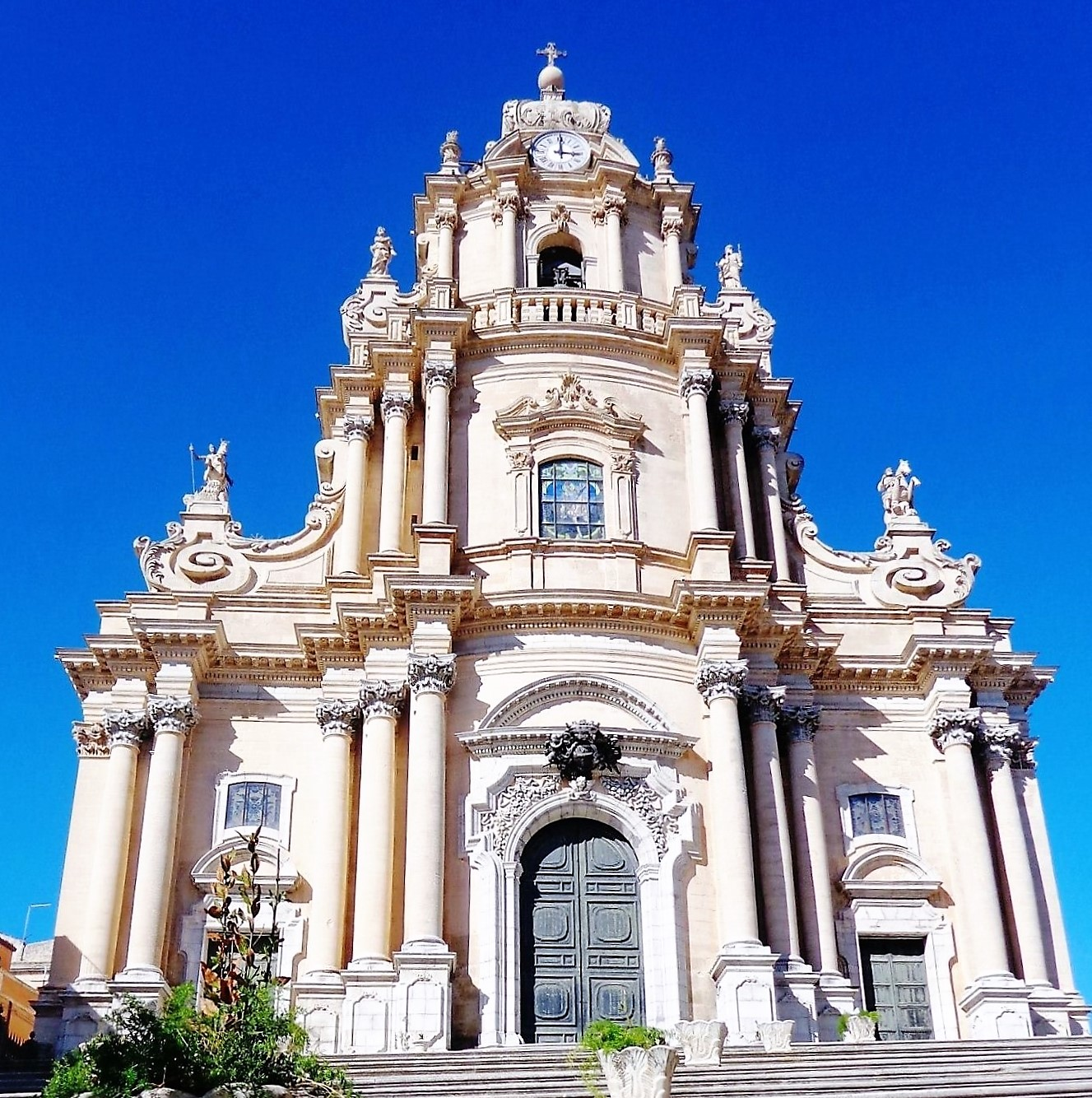
Facciata.

Ciclo delle vetrate raffiguranti gli ultimi momenti della vita di San Giorgio:
- San Giorgio al cospetto dell'Imperatore Diocleziano, raffigurato mentre strappa l'editto di Diocleziano.
- Distribuzione dei suoi averi ai poveri, San Giorgio consapevole della fine, è raffigurato mentre distribuisce i suoi averi ai poveri.
- Professione di Fede, San Giorgio convocato da Diocleziano per rendere conto del suo operato, gli mostra la Croce.
- Supplizio alla colonna, il martire è raffigurato frustato mentre un soldato guarda, ammirato, la serenità del suo volto.
- Supplizio della ruota, il martire è raffigurato mentre un angelo scende recando la palma del martirio.
- Supplizio della fornace, il martire è raffigurato mentre un soldato lo ferisce alle spalle con un pugnale.
- Supplizio delle scarpe roventi, il martire è raffigurato mentre è condotto in carcere.
- Supplizio delle tenaglie, il martire è raffigurato mentre subisce l'asportazione delle carni con le tenaglie.
- Apparizione di Gesù, Gesù appare al Santo in una luce brillante.
- Caduta dei falsi idoli, scena rappresentata con la statua di Apollo che si frantuma.
- San Giorgio decollato, raffigurante il supplizio finale per decollazione mentre il boia tiene in mano il capo del Santo che ha espressione serena e composta.
- Rapimento del corpo di San Giorgio.
- San Giorgio uccide il drago.

### Sacrestia
Espressione di stile rinascimentale della bottega dei Gagini dall'iniziale controversa attribuzione orientata al ramo dei Gagini particolarmente attivo in Val di Noto.  La "cona" fu voluta dall'aristocrazia cittadina nel 1573 attraverso l'Arciconfraternita della chiesa madre di San Giorgio, commissionata ad Antonino Gagini, membro della famiglia di scultori lapidei operante in Sicilia, completata dagli stretti collaboratori a partire dal 1616, contratto testimoniato da ricevuta a lui intestata. L'opera scultorea collocata nella zona absidale della cinquecentesca chiesa di San Giorgio, subì i danni derivanti da terremoto del Val di Noto del 1693. Con la demolizione di gran parte delle strutture avvenuta nel 1738, l'opera fu smontata, nel contempo ridimensionata per essere riadattata in uno spazio più piccolo, con definitiva sistemazione in questo ambiente.
La tribuna in origine era composta da cinque nicchie in pietra calcarea locale, decorata con sei colonne corinzie, presentava in posizione centrale San Giorgio a cavallo raffigurato nell'atto guerriero di uccidere il drago, a destra Sant'Ippolito, a sinistra San Mercurio, entrambi in abiti militari e nell'atteggiamento di calpestare col piede le teste recise del nemici. Alla base del manufatto sono inseriti tre altorilievi raffiguranti Storie di San Giorgio, a loro volta fiancheggiati dalle statuette degli apostoli San Pietro e San Paolo. Del primitivo apparato furono recuperate tre nicchie e quattro statue che, pur assemblate in modo alquanto scorretto e scomposito, danno tuttavia una idea della magnificenza dell'opera. Una statua andò irrimediabilmente perduta nel disastro, l'altra mùtila, documentata inserita nel prospetto della facciata, si ammira nel museo del duomo. Recenti interventi di restauro nel 2005 hanno portato alla luce la teoria di Apostoli occultati alla base delle colonne e restituito all'originaria bellezza i medaglioni raffiguranti Adamo, Eva, Davide.
Tesoro di San Giorgio:
- Busti in argento raffiguranti rispettivamente Santa Gaudenzia e San Giorgio,
- Calici finemente lavorati,
- Mazze capitolari,
- Paramenti sacri,
- Reliquari in oro e in argento.
- Telerio o tela della Passione, raffigurante la Crocifissione con numerosi personaggi a piedi e a cavallo, utilizzato per velare l'abside durante la quaresima, opera dei calatini Francesco e Giuseppe Vaccaro.

### Opere documentate
- 1740, Ritratto che raffigura il chierico Giorgio Nicita, olio su tela, opera di Matteo Battaglia.
- 1762, Presentazione della nuova chiesa di San Giorgio alla Santissima Trinità, con San Giorgio, Santa Gaudenzia e la Vergine Immacolata, olio su tela, opera di Matteo Battaglia.
- 1763, San Giorgio a cavallo raffigurato con il drago trafitto dalla lancia, olio su tela, opera di Matteo Battaglia.

### Organo a canne

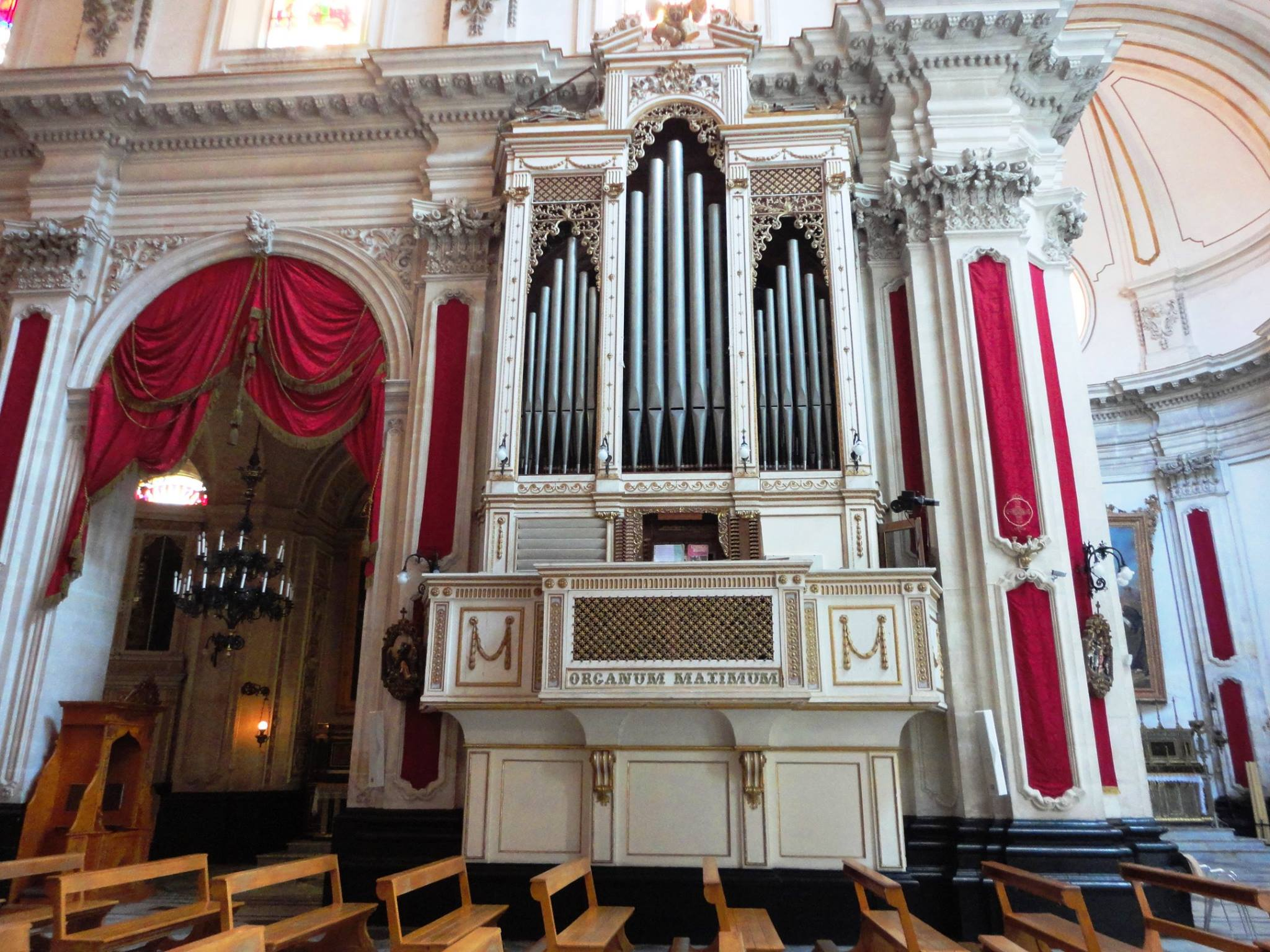
Ferdinando II Serassi (Opus 833, "Organum Maximum")

Nell'intercolumnio fra l'ultima campata della navata laterale di sinistra e quella centrale, sopra l'apposita cantoria, si trova l'Organum maximum. Lo strumento è a trasmissione integralmente meccanica, con tre tastiere di 61 note ciascuna con prima ottava cromatica estesa e pedaliera a leggio di 18 note ottava cromatica estesa, per un totale di 3368 canne, di cui 23 di principale in facciata disposte in tre cuspidi.
Considerato come il capolavoro più grande della ditta Serassi opus 833, costruito tra il 1881 e il 1882 da Ferdinando II Serassi e Casimiro Allieri.

## Galleria d'immagini

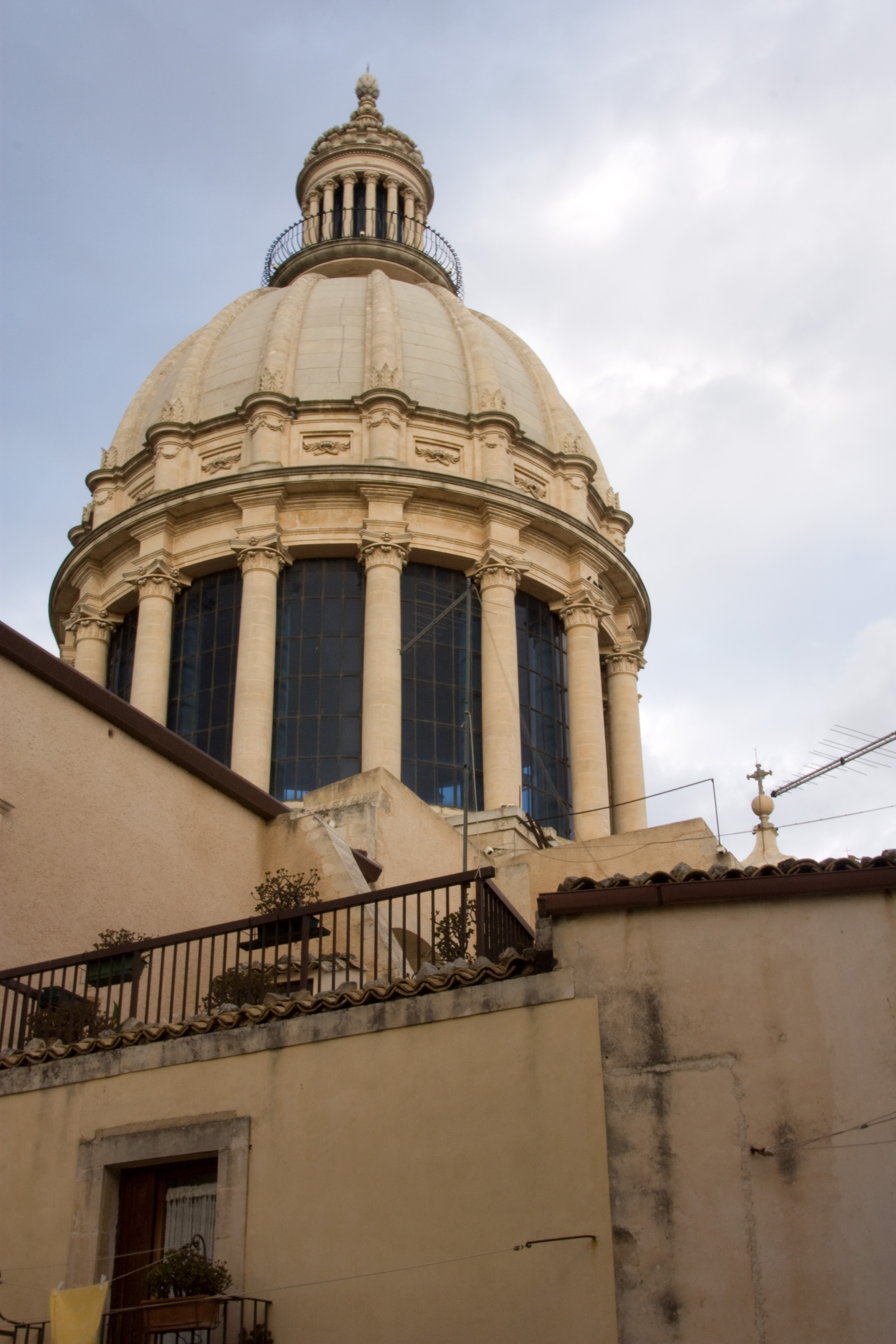
Cupola
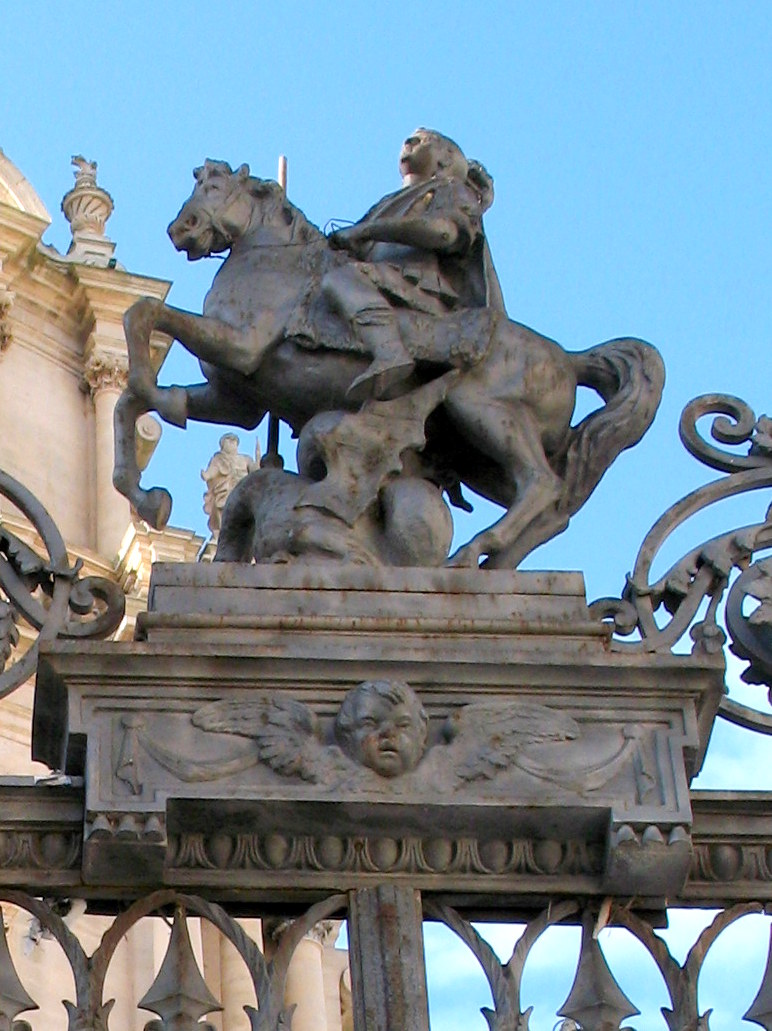
Scultura della cancellata
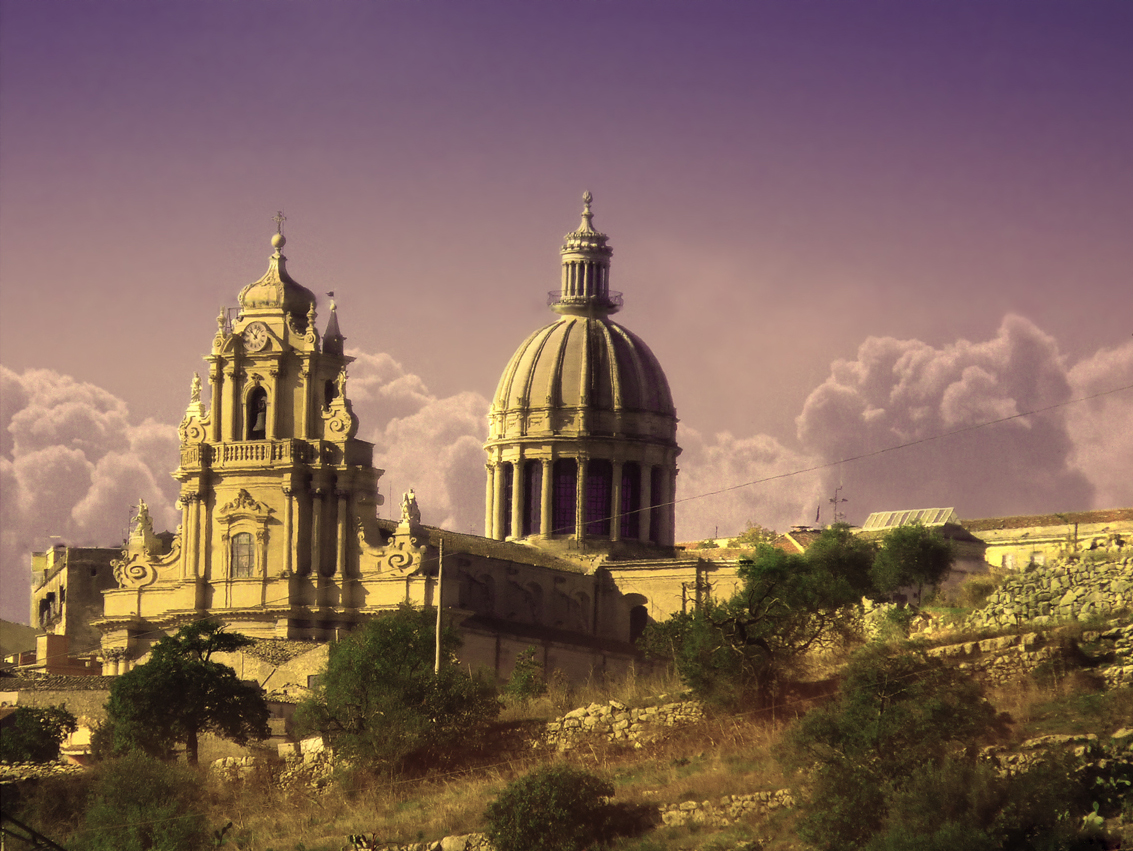
Veduta complessiva
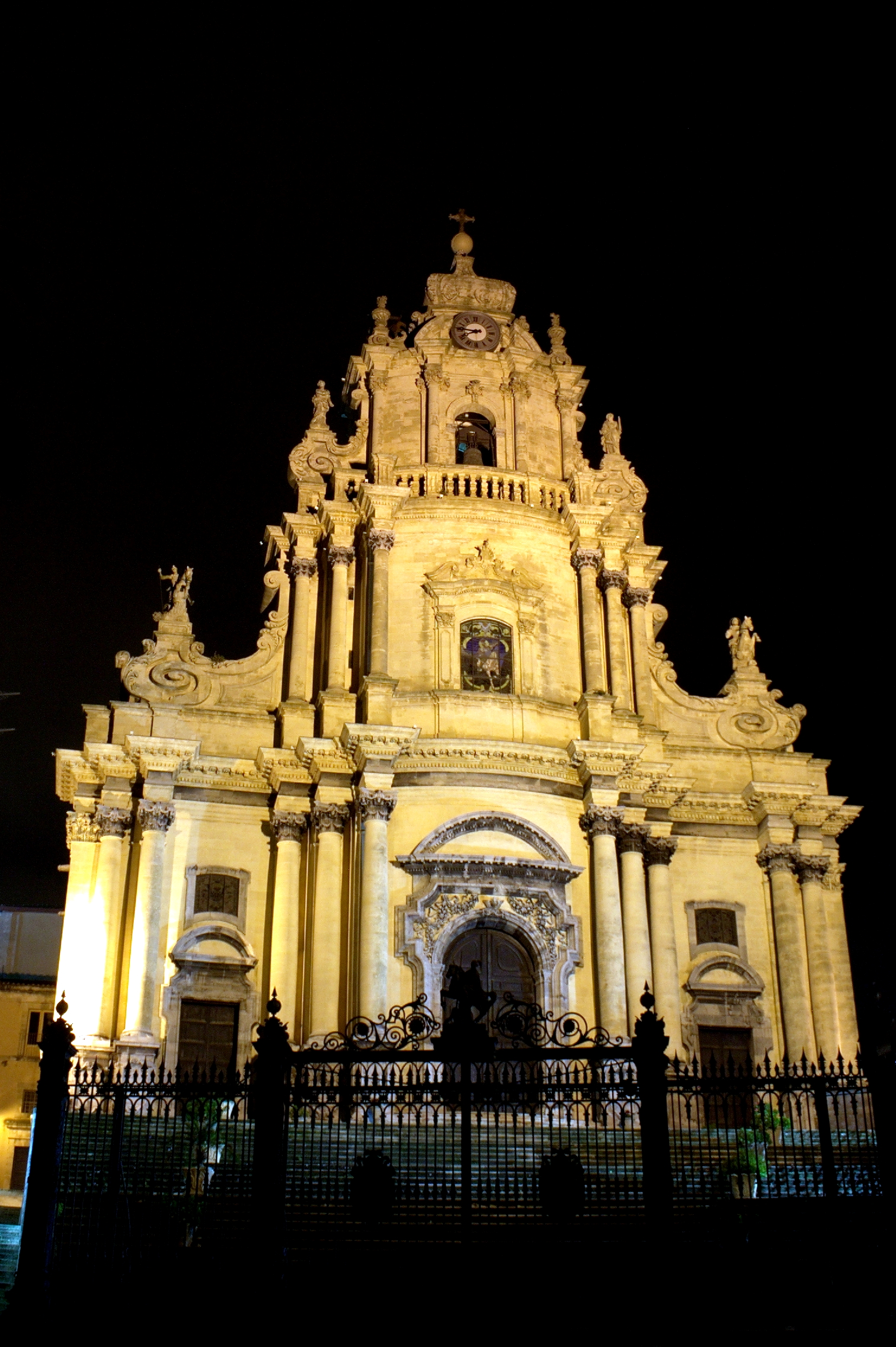
Notturno
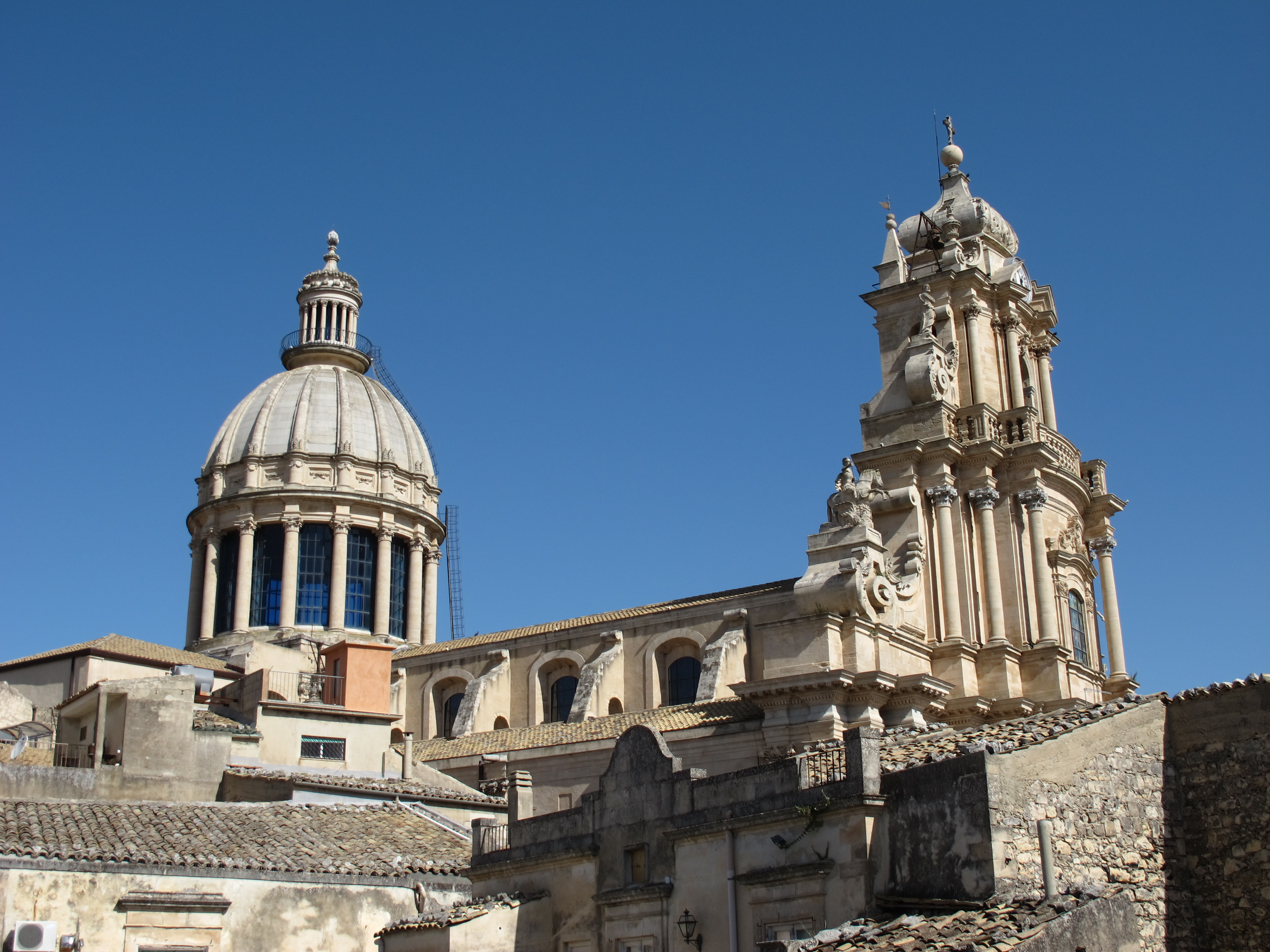
Veduta esterna
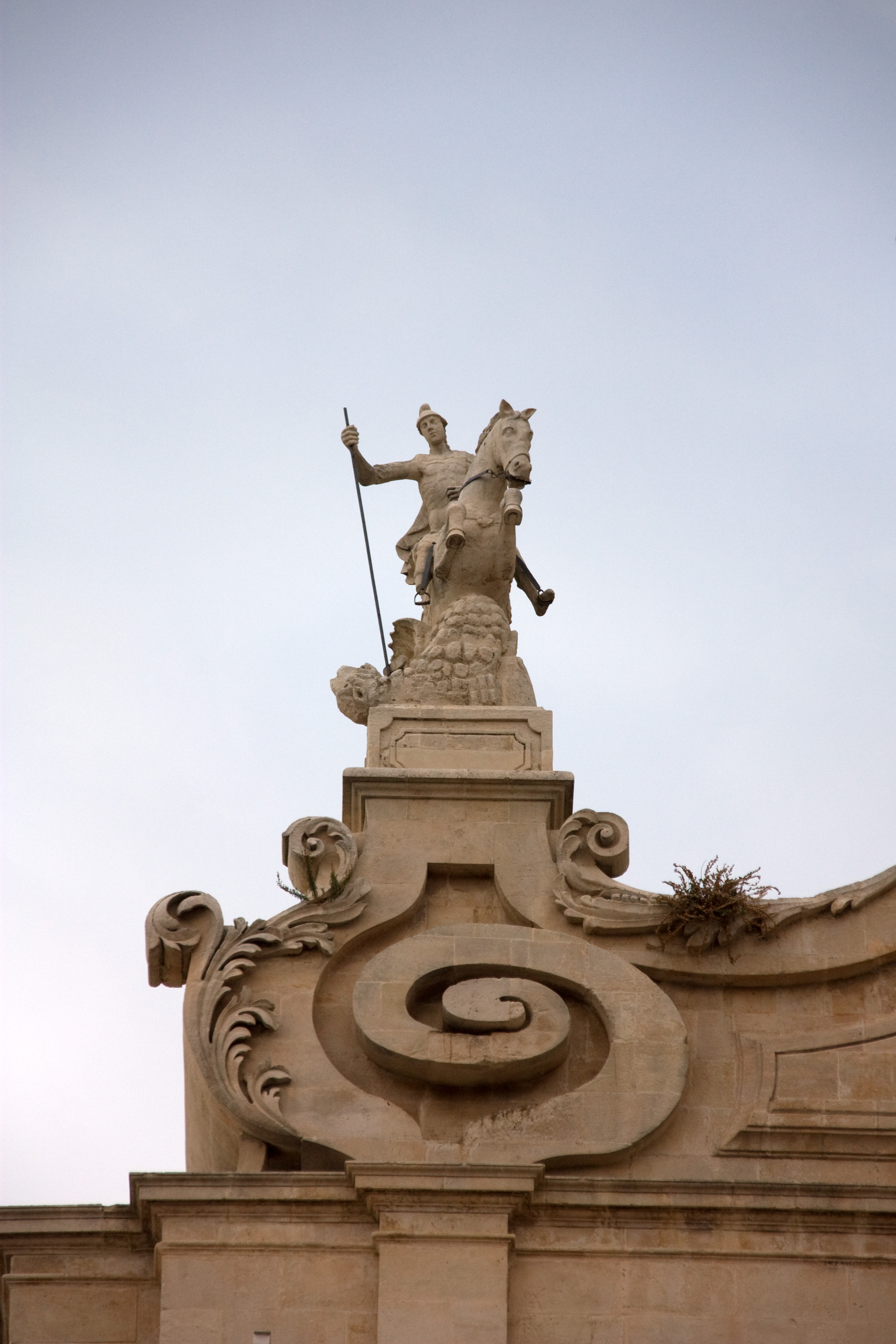
Scultura
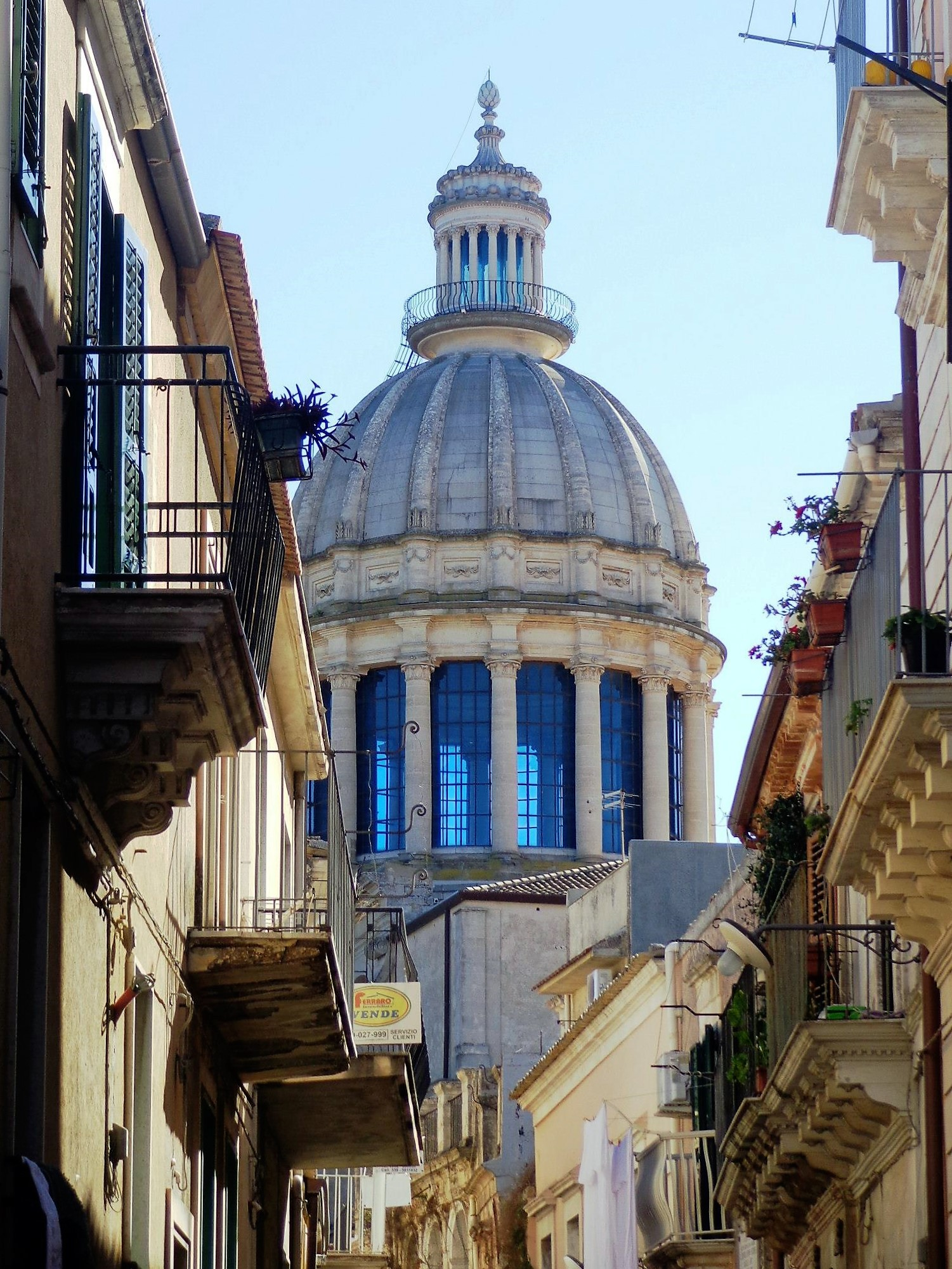
Cupola
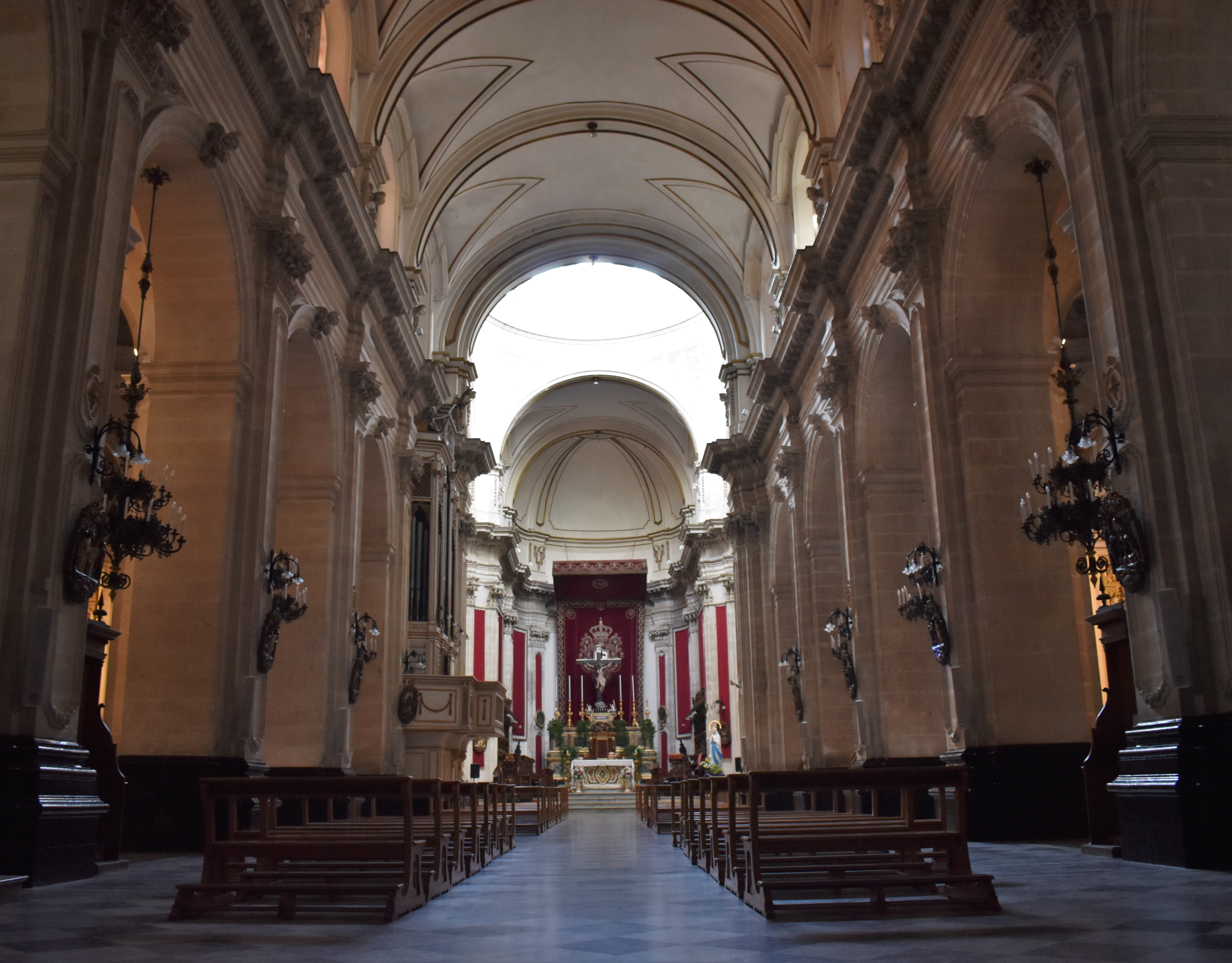
Navata principale
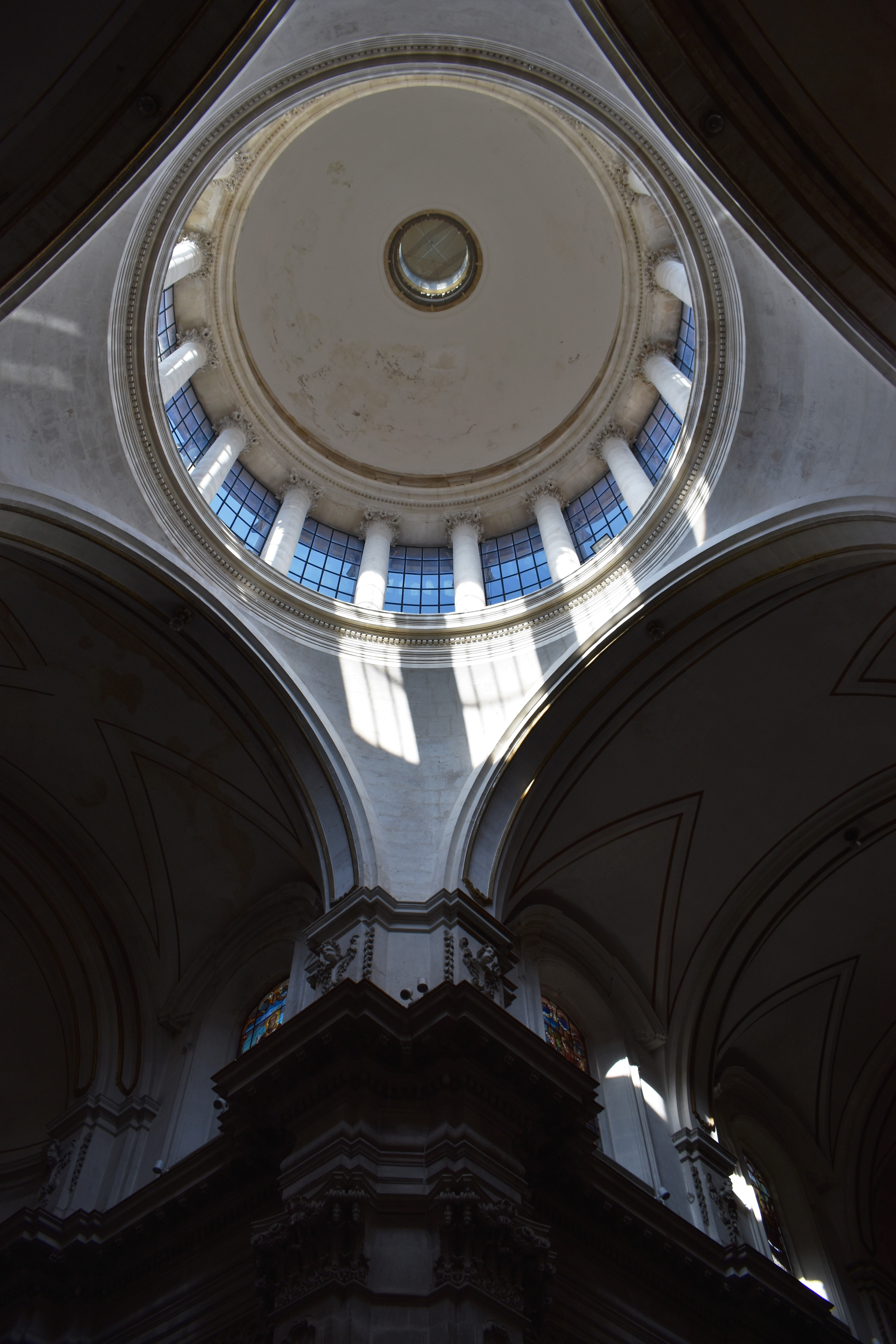
Interno della cupola

## Feste religiose
- Data variabile,[8] San Giorgio Martire. Festa liturgica e funzione processionale per celebrare il patrono di Ragusa
  - Sabato Santo - 23 aprile,[9] San Giorgio Martire. Solenne festa liturgica documentata.[10]